# Тръпче Шаламанов
Тръпче Димитров Шаламанов е български просветен деец от Южна Македония.

## Биография
Тръпче Шаламанов е роден в южномакедонския български град Воден, тогава в Османската империя. Завършва в 1890 година с петия випуск Солунската българска мъжка гимназия.
След това става български учител в родния си град.